# Vytautas Kriščiūnas
Vytautas Kriščiūnas, conosciuto come Víctor Kriscuonas Vitatutas in Colombia (fl. XX secolo), è stato un calciatore lituano, di ruolo portiere.

## Caratteristiche tecniche
Era un portiere alto, dal fisico possente.

## Carriera

### Club
Giunto molto giovane in Argentina, iniziò a giocarvi a calcio nel Quilmes: debuttò in prima squadra il 27 maggio 1944 contro l'Excursionistas, incontro valido per la seconda divisione argentina. Le prime due stagioni (1944 e 1945) le trascorse da riserva, mentre quelle 1946 e 1947 le giocò da titolare, ottenendo rispettivamente 33 e 38 presenze. Nel 1948 giocò 8 partite, e nel 1949 lasciò il club dopo aver disputato 3 incontri e aver subito 4 gol; dopo un breve passaggio al Platense e all'El Porvenir si trasferì in Colombia, divenendo uno dei primi giocatori europei a giocare nel Paese sudamericano. Esordì in massima serie colombiana nella stagione 1949, il 4 settembre contro l'Atlético Municipal. A fine stagione contò 9 presenze e 15 reti subite. Debuttò nell'edizione successiva il 26 febbraio 1950 contro il Deportivo Pereira; fu titolare per tutta la stagione, contribuendo alla vittoria del titolo con buone prestazioni. Assommò, in quel torneo, 26 presenze, con 45 gol subiti.

## Statistiche

### Presenze e reti nei club
| Stagione               | Squadra                | Campionato             | Campionato | Campionato | Coppe nazionali | Coppe nazionali | Coppe nazionali | Totale | Totale |
| Stagione               | Squadra                | Comp                   | Pres       | Reti       | Comp            | Pres            | Reti            | Pres   | Reti   |
| ---------------------- | ---------------------- | ---------------------- | ---------- | ---------- | --------------- | --------------- | --------------- | ------ | ------ |
| 1944                   | Quilmes                | SD                     | 4          | -5         | -               | -               | -               | 4      | -5     |
| 1945                   | Quilmes                | SD                     | 2          | -6         | -               | -               | -               | 2      | -6     |
| 1946                   | Quilmes                | SD                     | 33         | -42        | -               | -               | -               | 33     | -42    |
| 1947                   | Quilmes                | SD                     | 38         | -48        | -               | -               | -               | 38     | -48    |
| 1948                   | Quilmes                | SD                     | 8          | -10        | -               | -               | -               | 8      | -10    |
| 1949                   | Quilmes                | PDB                    | 3          | -4         | -               | -               | -               | 3      | -4     |
| Totale Quilmes         | Totale Quilmes         | Totale Quilmes         | 88         | -115       |                 | -               | -               | 88     | -115   |
| 1949                   | Platense               | PD                     | 0          | 0          | -               | -               | -               | 0      | 0      |
| 1949                   | El Porvenir            | PDB                    | 0          | 0          | -               | -               | -               | 0      | 0      |
| 1949                   | Deportes Caldas        | FPC                    | 9          | -15        | -               | -               | -               | 9      | -15    |
| 1950                   | Deportes Caldas        | FPC                    | 26         | -45        | -               | -               | -               | 26     | -45    |
| Totale Deportes Caldas | Totale Deportes Caldas | Totale Deportes Caldas | 35         | -60        |                 | -               | -               | 35     | -60    |
| Totale carriera        | Totale carriera        | Totale carriera        | 123        | -175       |                 | -               | -               | 123    | -175   |

## Palmarès

### Club

#### Competizioni nazionali
- Primera B Nacional: 1

Quilmes: 1949
- Campionato colombiano: 1

Deportes Caldas: 1950